# Congregazione delle francescane clarisse
La Congregazione delle francescane clarisse (in inglese Franciscan Clarist Congregation) è un istituto religioso femminile di diritto pontificio del rito siro-malabarese: le suore di questa congregazione pospongono al loro nome la sigla F.C.C.

## Storia
La congregazione venne fondata il 14 dicembre 1888 dal vicario apostolico di Changanacherry, il vescovo gesuita Charles Lavigne, come fraternità di terziarie secolari francescane.
Nel 1956 la comunità venne affiliata all'Ordine dei frati minori cappuccini: le francescane si diffusero rapidamente nelle diocesi siro-malabaresi dando origine a sei congregazioni autonome, riunite nel 1970 in un unico istituto a opera di frate Ippolito da Alleppey.
La Santa Sede concesse l'approvazione definitiva alle costituzioni delle francescane clarisse il 1º aprile 1973.
Alla congregazione apparteneva suor Alfonsa dell'Immacolata Concezione, canonizzata da papa Benedetto XVI nel 2008.

## Attività e diffusione
Le francescane clarisse si dedicano all'educazione, all'assistenza agli ammalati e ai poveri e alle missioni.
Oltre che in India, sono presenti in Europa (Austria, Germania, Italia, Svizzera), in Africa (Etiopia, Kenya, Sudafrica, Tanzania), negli Stati Uniti d'America e in Papua Nuova Guinea; la sede generalizia è a Aluva.
Alla fine del 2008 la congregazione contava 7.094 religiose in 740 case.